# Saulius Bužauskas
Saulius Bužauskas (ur. 19 lipca 1972 w Godlewie) – litewski biskup rzymskokatolicki, biskup pomocniczy archidiecezji kowieńskiej od 2023.

## Życiorys

### Edukacja
W 1990 wstąpił na Wydział Komunikacji Uniwersytetu Wileńskiego, studia ukończył w 1998 z tytułem magistra. W 2001 rozpoczął studia w Wyższym Seminarium Duchownym św. Józefa w Wilnie, 20 stycznia 2007 przyjął święcenia diakonatu, a święcenia prezbiteriatu otrzymał 12 kwietnia 2008 i został inkardynowany do archidiecezji wileńskiej.

### Prezbiter
W latach 2008–2014 był wikariuszem parafii archikatedralnej w Wilnie. W latach 2011–2019 był kapelanem gimnazjum Versmės, jednocześnie pełniąc funkcję ojca duchownego w wileńskim seminarium (2014-2018) i wikariusza parafii śś. Apostołów Piotra i Pawła (2018-2019). W 2019 roku objął stanowisko dyrektora progamowego radia Marijos radijas i ponownie został ojcem duchownym w Wyższym Seminarium Duchownym św. Józefa.

### Biskup
27 lutego 2023 papież Franciszek nominował go na urząd biskupa pomocniczego archidiecezji kowieńskiej. Sakry udzielił mu 22 kwietnia 2023 arcybiskup Kęstutis Kėvalas.